# Tomokazu Seki
Tomokazu Seki (関 智一?, Seki Tomokazu; Tokyo, 6 settembre 1972) è un doppiatore e cantante giapponese.
È noto per aver doppiato Gilgamesh nel franchise di Fate, Rob Lucci in One Piece, Panda in Jujutsu Kaisen e Padre Pucci in Le bizzarre avventure di JoJo. In precedenza lavorava per l'agenzia Haikyou, mentre in seguito è diventato il presidente della Atomic Monkey.

## Carriera
Fra i suoi ruoli più celebri si possono ricordare Rob Lucci in One Piece, i personaggi di Domon Kasshu e Yzak Joule di Gundam, Kyo Sohma in Fruits Basket, Padre Pucci in Le bizzarre avventure di JoJo, Ichirou Miyata in Hajime no Ippo, Panda in Jujutsu Kaisen, Gilgamesh nel franchise di Fate, Haru Glory in Rave - The Groove Adventure, Chichiri in Fushigi yûgi, Toya Kinomoto in Card Captor Sakura, Van Fanel in I cieli di Escaflowne e Ken Hidaka in Weiss Kreuz, al fianco di Hiro Yūki, Takehito Koyasu e Shinichiro Miki. Koyasu e Miki insieme a Seki hanno lavorato anche in Initial D e Gravitation.
Fra i suoi ruoli più recenti si possono citare Ryūki Shi in Saiunkoku Monogatari e Meito Anizawa in Lucky Star.
Nell'industria del doppiaggio, Seki è considerato una voce molto versatile, ed infatti ha doppiato una grande varietà di personaggi che vanno dal comico al drammatico. Molto spesso, i personaggi da lui doppiati, sono caratterizzati da un lato comico in contrasto con la loro seriosità, come nel caso di Sagara Sousuke in Full Metal Panic, Kenichi Shirahama in Shijou Saikyou no Deshi Kenichi e Toji Suzuhara in Neon Genesis Evangelion.
Seki ha anche recitato nel film del 2010 Wonderful World, insieme ai colleghi doppiatori Mamoru Miyano, Tomokazu Sugita e Daisuke Namikawa, che è anche regista del film.

## Doppiaggio (ruoli principali)

### Serie TV
- Akihabara Denno Gumi - Takashi Ryugasaki
- Angel Beats! - Igarashi (episodio 8)
- Angel Heart - Officer Shimazu
- Angelic Layer - Masaharu Ogata
- Aoki Densetsu Shoot - Keigo Mahori
- Arakawa Under the Bridge x Bridge - Capitano
- Ashura: Dark Phoenix - Ashura (adolescente)
- Assassination Classroom - Koro-sensei
- Beelzebub - Hidetora Tojo
- Berserk of Gluttony - Greed
- Black Jack - Black Jack (adolescente)
- Bleach - Shinobu Eishima
- Bobobo-bo Bo-bobo - Giga
- Burning Rangers - Lead Phoenix
- Buso Renkin - Moonface, Sekima Hiwatari
- Captain Tsubasa J - Ken Wakashimazu
- Captain Tsubasa Road to 2002 - Tsubasa Ôzora (adulto)
- Card Captor Sakura - Touya Kinomoto
- Ceres, The Celestial Legend - Alexander O. Howell
- Chobits - Hiromu Shinbo
- Coyote Ragtime Show - Katana
- Devil May Cry - Vincent (episodio 2)
- Digimon Savers - Neon (episodio 8)
- Doraemon - Suneo
- Dragon Ball Daima - Majin Kuu
- Fate/stay night - Gilgamesh
- Fate/strange Fake - Gilgamesh
- Fire Force - Rekka Hoshimiya
- Flame of Recca - Tsukishiro
- Fruits Basket - Kyo Sohma
- Full Metal Panic! - Sousuke Sagara
- Fushigi yûgi - Chichiri, Kōji
- Futakoi Alternative - Rentarō Futaba
- Gad Guard - Seikai
- Gankutsuou: The Count of Monte Cristo - Marquis Andrea Cavalcanti
- Gate Keepers - Reiji Kageyama
- Genshiken - Soichiro Tanaka
- Get Backers - Miroku Natsuhiko
- Giant Robo - Genya/Emanuell, Koshin
- Giant Killing - Takeshi Tatsumi
- Gravitation - Shuichi Shindou
- Great Teacher Onizuka - Kunio Murai
- Gungrave - Brandon "Beyond the Grave" Heat
- Hai to gensō no Grimgar - Renji
- Hajime no Ippo - Ichiro Miyata
- History's Strongest Disciple Kenichi - Kenichi Shirahama
- Hitsuji no Uta - Takashiro Kazuna
- Infinite Ryvius - Ikumi Oze
- Initial D - Keisuke Takahashi
- I cieli di Escaflowne - Van Fanel
- Jujutsu kaisen - Sorcery Fight - Panda
- Kanon - Jun Kitagawa
- Kenichi: The Mightiest Disciple - Kenichi Shirahama
- Kenran Butōsai: The Mars Daybreak - Gram River
- Kikaider the Animation - Jiro/Kikaider
- Kimi ga Aruji de Shitsuji ga Ore de - Ren Uesugi
- Kinnikuman Perfect Origin Arc - Ramenman
- Kishin Taisen Gigantic Formula - Wen-Yee Li[3]
- Konjiki no Gash Bell!! - Aleshie
- Last Exile - Ethan
- Le bizzarre avventure di JoJo: Stone Ocean - Enrico Pucci
- Lucky Star - Meitō Anisawa
- Manmaru the Ninja Penguin - Tsunejiro
- MÄR - Magical Roe
- Maze:The Mega-burst Space - Akira Ikagura/Maze (male)
- Meine Liebe - Eduard
- Mirage of Blaze - Mori Ranmaru
- Mirai Nikki - Marco/Settimo
- Mobile Battleship Nadesico - Tsukumo Shiratori, Gai Daigoji
- Mobile Fighter G Gundam - Domon Kasshu
- Mobile Suit Gundam SEED - Yzak Joule
- Mobile Suit Gundam SEED Destiny - Yzak Joule
- Mobile Suit Victory Gundam - Tomache Massarik, Chris Royd
- Monkey Typhoon - Sanzo
- Mononoke - Genyousai Yanagi
- My-HiME - Yuuichi Tate
- NANA - Nobuo Terashima
- Naruto - Sagi
- Neon Genesis Evangelion - Tōji Suzuhara
- New Mobile Report Gundam Wing - Meiser
- Nodame Cantabile - Shinichi Chiaki
- One Piece - Rob Lucci, Hattori
- Oruchuban Ebichu - Kaishounachi
- Persona -trinity soul- - Tōru Inui
- Pokémon - Tracey Sketchit
- Pretty Cure - Mepple
- Pretty Cure Max Heart - Mepple
- Psycho-Pass - Shinya Kogami
- Ranma ½ (serie 2024) - Ichiro
- Rave - The Groove Adventure - Haru Glory
- Record of Ragnarok - Lü Bu
- Robotboy - Gus Turner
- Rosario + Vampire -  Ginei Morioka
- Saiunkoku Monogatari - Ryūki Shi
- Samurai Deeper Kyo - Shinrei
- Sengoku Basara II - Mitsunari Ishida
- Solo Leveling - Liu Zhigang
- Star Ocean EX - Ashton Anchors
- Telepathy Shōjo Ran - Isozaki Rin
- Tenjho Tenge - Masataka Takayanagi
- The Tower of Druaga - Dark Gilgamesh
- Those Who Hunt Elves - Junpei
- Tokyo Underground - Rumina Asagi
- Vandread - Bart Garsus
- Viewtiful Joe - Joe
- Weiß Kreuz -  Ken Hidaka
- Yakitate! Japan - Pierrot Bolnezeu
- You're Under Arrest - Shōji Tōkarin
- Zoids Fuzors - Alpha Richter

### OAV
- Akane Maniax - Jōji Gōda
- Amon: The Apocalypse of Devilman - Asuka Ryō, Satan
- Anime Tenchō - Anizawa Meitō
- Battle Arena Toshinden - Eiji Shinjō
- Carnival Phantasm - Gilgamesh
- Eight Clouds Rising - Kuraki Fuzuchi; Manashi
- FAKE - Dee Laytner
- Fushigi yûgi - Il gioco misterioso - Chichiri, Kōji
- Fushigi yūgi - Eikōden - Chichiri
- Gate Keepers 21  - Reiji Kageyama
- Genshiken - Soichiro Tanaka
- Getter Robot - The Last Day - Go
- Gravitation: Lyrics of Love - Shūichi Shindō
- Gundam Evolve - Domon Kasshu (Evolve 3)
- Harukanaru Toki no Naka de 2 ~Shiroki Ryū no Miko~ - Taira no Katsuzane
- Harukanaru Toki no Naka de ~Ajisai Yumegatari~ - Tenma Morimura
- Harukanaru Toki no Naka de ~Hachiyou Shō~ - Tenma Morimura
- Harukanaru Toki no Naka de 3 ~Kurenai no Tsuki~ - Minamoto no "Kurou" Yoshitsune
- High School Aurabuster - Kiba
- Hitsuji no Uta - Kazuna Takashiro
- Initial D: Battle Stage - Keisuke Takahashi
- Initial D: Battle Stage 2 - Keisuke Takahashi
- Kikaider - Kikaider/Jiro
- Kizuna - Toshi
- Kizuna: Much Ado About Nothing - Toshi
- Leave it to Kero! - Toya Kinomoto
- Maze - Maze (male)
- Mobile Suit Gundam Seed Destiny Final Plus: The Chosen Future - Yzak Joule
- Mobile Suit Gundam Seed Destiny Special Edition - Yzak Joule
- Natsuki Crisis - Keiji
- Psychic Force - Burn Grifith
- Rurouni Kenshin: Tsuiokuhen - Katsura Kogorō
- Vandread - Bart Garsus
- You're Under Arrest - Shōji Tōkarin
- You're Under Arrest: No Mercy! - Shōji Tōkarin

### ONA
- Bullet/Bullet (Naka-ani)
- Scott Pilgrim - La serie - Gideon Graves

### Film d'animazione
- 2112: The Birth of Doraemon - Announcer
- Aoki Densetsu Shoot! - Keigo Mahori
- Card Captor Sakura - The Movie - Touya Kinomoto
- City Hunter The Movie: Angel Dust - Pirarck
- Gekijōban Cardcaptor Sakura: Fūin sareta card - Touya Kinomoto
- Doraemon: A Grandmother's Recollections - Young Suneo
- Doraemon: Nobita no Shin Makai Daibouken - Shichinin no Mahoutsukai - Suneo
- Doraemon: Nobita's South Sea Adventure - Mermaid
- Escaflowne - The Movie - Van Fanel
- Evangelion: 1.0 You Are (Not) Alone - Tōji Suzuhara
- Evangelion: 2.0 You Can (Not) Advance - Tōji Suzuhara
- Evangelion: 3.0+1.0 Thrice Upon a Time - Tōji Suzuhara
- Pretty Cure Max Heart - Il film - Mepple
- Pretty Cure Max Heart 2 - Amici per sempre - Mepple
- Eiga Pretty Cure All Stars DX - Minna tomodachi Kiseki no zenin daishūgō! - Mepple
- Eiga Pretty Cure All Stars DX 2 - Kibō no hikari Rainbow Jewel wo mamore! - Mepple
- Eiga Pretty Cure All Stars DX 3 - Mirai ni todoke! Sekai wo tsunagu Niji-iro no hana - Mepple
- Eiga Pretty Cure All Stars New Stage 2 - Kokoro no tomodachi - Mepple
- Eiga Pretty Cure All Stars - Haru no carnival - Mepple
- Eiga HUGtto! Pretty Cure Futari wa Pretty Cure - All Stars Memories - Mepple
- Harukanaru Toki no Naka de ~Maihitoyo~ - Tenma Morimura
- Initial D: Third Stage - Keisuke Takahashi
- Inuyasha - The Movie - Menōmaru
- Jujutsu Kaisen 0 - Panda
- Neon Genesis Evangelion: Death & Rebirth - Tōji Suzuhara, SEELE Member
- Neon Genesis Evangelion: The End of Evangelion - Tōji Suzuhara
- Ocean Waves - Minarai
- Garo: Divine Flame - Mario
- One Piece: Chinjō Shima no Chopper Oukoku - Presidente Snake
- Pikachu's Rescue Adventure - Kenji
- Pokémon 2000 - The Movie - Kenji
- Pokémon 3 - The Movie - Kenji
- Pokémon 4Ever - Kenji
- Pom Poko - Male Tanuki B
- X/1999 - Kamui Shirō
- You're Under Arrest: The Movie - Shōji Tōkarin

### Drama CD
- Angel Sanctuary - Sandalphon
- Beauty Pop - Narumi Shogo
- Buso Renkin - Moon Face
- D.N.Angel Wink - Satoshi Hiwatari
- Dragon Knights - Rath Eryuser
- Everyday Everynight - Enohara Midato
- FAKE ~A Change of Heart~ - Dee Laytner
- Fruits Basket - Kyo Sohma
- Gaki/Kodomo no Ryoubun - Kayano Hiromi
- Haou Airen - Hakuron
- Juvenile Orion - Kusakabe Kaname
- Kenshin samurai vagabondo - Sanosuke Sagara
- Love Celeb - Ginzo Fujiwara, Hakuron
- Mekakushi no Kuni - Naitō Arō
- Rurouni Kenshin - Sagara Sanosuke
- Saiunkoku Monogatari - Ryūki Shi
- Samurai Deeper Kyo - Shinrei

### Radio
- Saiunkoku Monogatari - Ryūki Shi

### Videogiochi
- 13 Sentinels: Aegis Rim - Nenji Ogata
- Another Century's Episode 2 - Domon Kasshu
- Apocripha/0 - Sapphirus Hawthorne
- Assassin's Creed II - Ezio Auditore da Firenze
- Atelier Lise ~Alchemist of Ordre~ - Client Marif
- BlazBlue: Cross Tag Battle - Kanji Tatsumi
- Bleach: Shattered Blade - Arturo Plateado[4]
- Blood Will Tell: Tezuka Osamu's Dororo - Saburota
- Crimson Tears - Tokio
- Daraku Tenshi: The Fallen Angels - Haiji Mibu
- Dragalia Lost - Leonidas, Xainfried
- Dragon Quest Rivals - Rek
- Dragon Quest XI S: Echi di un'era perduta - Edizione Definitiva - Diaburlone, Maxime Medaille, Morcant
- Dragon Quest X: Rise of the Five Tribes Offline - Pujyu
- Dynasty Warriors: Gundam - Domon Kasshu
- Dynasty Warriors: Gundam 2 - Domon Kasshu
- Dynasty Warriors: Gundam 3 - Domon Kasshu
- Ehrgeiz: God Bless the Ring - Han Daehan
- Evil Zone - Danzaiver (Sho Mikagami)
- Fate/stay night [Realta Nua] - Gilgamesh
- Fate/tiger colosseum - Gilgamesh
- Fate/unlimited codes - Gilgamesh
- Fate/Extra - Gilgamesh
- Fate/hollow ataraxia - Gilgamesh
- Fate/Grand Order - Gilgamesh, Caster/Wolfgang Mozart Amadeus
- Fate/Extella: The Umbral Star - Gilgamesh
- Fate/Extella Link - Gilgamesh
- Fate/Samurai Remnant - Boss/Ruler/Gilgamesh
- Final Fantasy Crystal Chronicles Remastered - Sol Racht
- Fire Emblem Heroes - Heath, Rafiel
- Fist of the North Star: Ken's Rage - Toki, Amiba
- Fist of the North Star: Ken's Rage 2 - Toki, Amiba
- Granblue Fantasy - Gawain, Nicholas, Tyrias the Destroyer, Stahn Aileron, Mepple, Suneo Honekawa
- Guilty Gear Xrd -SIGN- - Lucifero, Answer, Kadooki, Original Man, guardie di Ky, cittadino di Illyria
- Guilty Gear Xrd -REVELATOR- - Lucifero, Answer, spadaccino
- Guilty Gear -STRIVE- - Lucifero
- Gungrave Overdose - Beyond the Grave
- Gungrave G.O.R.E. - Brandon 'Beyond the Grave' Heat
- Harukanaru Toki no Naka de 1 - Morimura Tenma
- Harukanaru Toki no Naka de 2 - Taira no Katsuzane
- Harukanaru Toki no Naka de 3 - Minamoto no "Kurou" Yoshitsune
- Harukanaru Toki no Naka de 4 - Sazaki
- Il professor Layton e la maschera dei miracoli - Erik Ledore
- Infinity Strash - Dragon Quest: The Adventure of Dai - Hadlar
- Initial D series - Takahashi Keisuke
- Invisible Sign series - Aizawa Shun
- J-Stars Victory Vs+ - Koro-sensei
- JoJo's Bizarre Adventure: All Star Battle R - Enrico Pucci
- Jujutsu Kaisen Cursed Clash - Panda
- Katekyo Hitman Reborn DS: Fate of heat II - Bligganteth
- Live A Live (Remake) - Masaru Takahara
- Lunar: Silver Star Story - Kyle
- Marvel vs. Capcom 3: Fate of Two Worlds - Viewtiful Joe
- Master Detective Archives: Rain Code - Zilch Alexander
- Namco X Capcom - Black Bravoman, Stahn Aileron
- Octopath Traveler - Alfyn Greengrass
- Odin Sphere - Onyx
- One Piece: Pirates' Carnival - Rob Lucci
- One Piece: Unlimited Adventure - Rob Lucci
- One Piece Unlimited Cruise 2: Il Risveglio di un Eroe - Rob Lucci
- One Piece: Pirate Warriors - Rob Lucci
- One Piece: Unlimited Cruise SP 2 - Rob Lucci
- One Piece: Romance Dawn - Rob Lucci
- One Piece: Pirate Warriors 2 - Rob Lucci
- One Piece: Unlimited World Red - Rob Lucci
- One Piece: Pirate Warriors 3 - Rob Lucci
- One Piece: Burning Blood - Rob Lucci
- One Piece: World Seeker - Rob Lucci
- One Piece: Pirate Warriors 4 - Rob Lucci
- One Piece Odyssey - Rob Lucci
- Persona 4 - Kanji Tatsumi
- Persona 4 Arena - Kanji Tatsumi
- Persona 4 Arena Ultimax - Kanji Tatsumi
- Persona Q: Shadow of the Labyrinth - Kanji Tatsumi
- Persona 4: Dancing All Night - Kanji Tatsumi
- Persona Q2: New Cinema Labyrinth - Kanji Tatsumi
- Phantasy Star Universe - Ethan Waber
- Sengoku Basara 3 - Ishida Mitsunari
- Skies of Arcadia - Vyse
- Sonic Unleashed - Sonic the Werehog
- Soulcalibur V - Ezio Auditore da Firenze
- Steins;Gate - Hashida Itaru
- Steins;Gate: My Darling's Embrace - Hashida Itaru
- Steins;Gate 0 - Hashida Itaru
- Steins;Gate Elite - Hashida Itaru
- Street Fighter X Tekken - Yoshimitsu, Bryan Fury
- Super Robot Wars Alpha - Toji Suzuhara
- Super Robot Wars Alpha 3 - Yzak Joule
- Super Robot Wars A Portable - Domon Kasshu, Gai Daigouji, Tsukumo Shiratori
- Super Robot Wars Z - Toshiya Dan, Yzak Joule
- Super Robot Wars OG Saga: Endless Frontier EXCEED - Alady Na'ash
- Super Robot Wars Z2: Destruction Chapter - Toshiya Dan
- Super Robot Wars Z2: Rebirth Chapter - Toshiya Dan, Go Ichimonji
- Super Robot Wars Z3: Hell Chapter - Go Ichimonji, Sousuke Sagara, Toji Suzuhara
- Super Robot Wars Z3: Heaven Chapter - Go Ichimonji, Sousuke Sagara
- Super Robot Wars V - Go Ichimonji, Sousuke Sagara
- Super Robot Wars T - Domon Kasshu
- Super Robot Wars 30 - Tomache Massarik, Go Ichimonji
- Tales of Destiny - Stahn Aileron
- Tales of Destiny 2 - Stahn Aileron
- Tales of the World: Radiant Mythology - Stahn Aileron
- Tales of the Rays - Stahn Aileron
- Tales of Crestoria - Stahn Aileron
- Tekken 4 - Yoshimitsu
- Tekken 5 - Yoshimitsu
- Tekken 6 - Yoshimitsu
- Tekken Tag Tournament 2 - Yoshimitsu
- Tekken 7 - Yoshimitsu
- Tekken 8 - Yoshimitsu
- The King of Fighters: All Star - Dellons
- The Legend of Dragoon - Dart Feld
- Toshinden (videogioco 2009) - Billy Rider
- Ultimate Marvel vs. Capcom 3 - Viewtiful Joe
- Viewtiful Joe: Red Hot Rumble - Joe
- Xenogears - Bartholomew Fatima
- Xenosaga Episode I: Der Wille zur Macht - Luis Virgil
- Xenosaga Episode II: Jenseits von Gut und Bose - Luis Virgil
- Xenosaga Episode III: Also Sprach Zarathurstra - Luis Virgil
- Zoids Vs. III - Arrow